# SFA-4 Alfa
SFA-4 Alfa – polski prototyp mikrobusu, skonstruowany w 1964 roku w Sanockiej Fabryce Autobusów.

## Historia modelu
W 1964 roku w Sanockiej Fabryce Autobusów skonstruowano prototyp mikrobusu o oznaczeniu SFA-4 Alfa, przewidywany jako następca pojazdów Nysa N-61M oraz ich późniejszych, zmodernizowanych wersji Nysa 501M. W tym samym roku rozbudowano zakład Autosanu o nową halę do produkcji tego pojazdu. Do stycznia 1965 wyprodukowano 22 sztuki prototypowe mikrobusu Alfa.

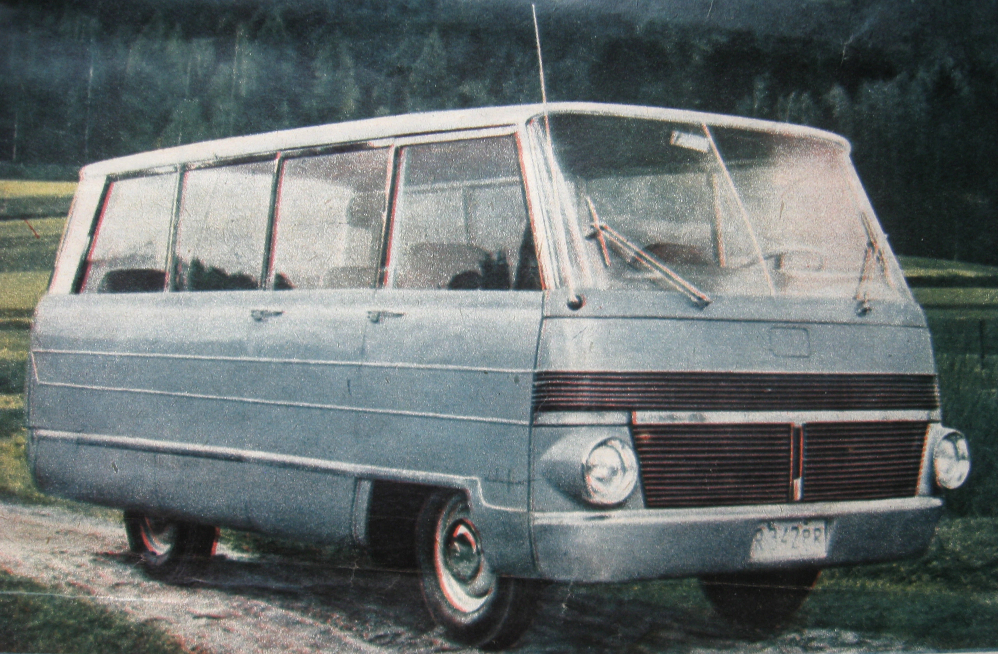
Mikrobus SFA-4 Alfa

Mikrobus SFA-4 Alfa posiadał metalowe, samonośne nadwozie typu wagonowego, którego sylwetka została zaprojektowana przez Zdzisława Beksińskiego. W przedniej części nadwozia zamontowana została rama pomocnicza, przeznaczona do montażu jednostki napędowej. Poszycie zewnętrzne wykonane zostało z blachy stalowej. W prawej ścianie bocznej mikrobusu umieszczone zostały dwie pary otwieranych ręcznie, zamocowanych na przedniej krawędzi drzwi, prowadzących do wnętrza pojazdu. W lewej ścianie bocznej zastosowano natomiast drzwi przeznaczone dla kierowcy. W ścianie tylnej umieszczono dwuskrzydłową klapę, umożliwiającą wykorzystanie przestrzeni bagażowej pojazdu. Wnętrze prototypu o wysokości 1320 mm, przeznaczone było do przewozu kierowcy oraz 11 pasażerów, wyłącznie na miejscach siedzących.
Początkowo w układzie jezdnym oraz napędowym planowano wykorzystać komponenty z prototypu samochodu osobowego FSO Warszawa 210. Z powodu niedostępności tych elementów dla SFA, zdecydowano o zastosowaniu podzespołów z modelu FSO Warszawa 203. Do napędu SFA-4 Alfa wykorzystano 4-cylindrowy, rzędowy silnik benzynowy typu S-21 o pojemności skokowej 2120 cm³ i mocy maksymalnej 51,5 kW (70 KM). Jednostka napędowa zblokowana została z 3-biegową manualną skrzynią biegów. Silnik umieszczony został w przedniej części pojazdu nad osią kół przednich, napęd na koła tylne przekazywany był poprzez wał o konstrukcji rurowej. Zawieszenie kół przednich stanowiły dwa wahacze poprzeczne, sprężyny śrubowe oraz amortyzatory teleskopowe oraz stabilizator skrętny zamontowany przed osią. Zawieszenie kół tylnych stanowił most napędowy zawieszony na półeliptycznych resorach piórowych, dodatkowo wspartych przez hydrauliczne amortyzatory ramieniowe. Według deklaracji z początku 1965 pojazd mógł rozwinąć prędkość do 100 km/h przy dobrych warunkach.
Produkcji mikrobusów przez fabrykę w Sanoku nie podjęto, pomimo zbudowania partii próbnej 10 egzemplarzy, a według innych publikacji, około 20 egzemplarzy modelu SFA-4 Alfa. Przyczyną była rezygnacja z produkcji tego typu pojazdów w Sanoku i przeznaczenie mocy produkcyjnych zakładu do produkcji autobusów średniej pojemności.